# Грандин (Северна Дакота)
Грандин (енгл. Grandin) град је у америчкој савезној држави Северна Дакота.

## Демографија
По попису из 2010. године број становника је 173, што је 8 (-4,4%) становника мање него 2000. године.
| Група             | 2000.       | 2010.       |
| Белци             | 177 (97,8%) | 165 (95,4%) |
| Афроамериканци    | 0 (0,0%)    | 0 (0,0%)    |
| Азијати           | 0 (0,0%)    | 0 (0,0%)    |
| Хиспаноамериканци | 2 (1,1%)    | 4 (2,3%)    |
| Укупно            | 181         | 173         |